# Vaalkopstekelstaart
De vaalkopstekelstaart (Cranioleuca albicapilla) is een zangvogel uit de familie Furnariidae (ovenvogels).

## Verspreiding en leefgebied
Deze soort is endemisch in Peru en telt twee ondersoorten:
- C. a. albicapilla: centraal Peru.
- C. a. albigula: zuidelijk Peru.

## Status
De grootte van de populatie is niet gekwantificeerd maar de soort wordt omschreven als vrij algemeen. Op de Rode lijst van de IUCN heeft deze soort de status niet bedreigd.